# Deubré
Dubraé (укр. Дубре) — це загальний термін, який походить від Nike, Inc, датується серединою 1990-х років, для декоративної бирки на шнурках, яку найчастіше можна побачити на кросівках. Як правило, дубре має два отвори, через які протягується шнурок, як намистина на нитці. Коли черевик зашнуровується, дубре знаходиться в центрі між першими двома люверсами (найближчими до носка), а шнурок проходить крізь і позаду дубре.
Дубре зазвичай виготовляється з металу, пластику або шкіри і часто може бути прикрашений текстом або комерційним логотипом. Від бісеру його відрізняє те, що він не трубчастий. Він має дві точки, входу і виходу для шнурка. Незважаючи на те, що дубре є головним чином декоративним елементом за призначенням, можна стверджувати, що дубре також функціональний, оскільки після того, як його натягнуть до середини шнурка, він допомагає центрувати шнурок у взутті, хоча деякі комбінації дубре та шнурка обов’язково забезпечать достатнє тертя, щоб утримувати дубре на місці під час шнурування.

## Історія
Дубре був винайдений в 1994 році дизайнером Nike Деймоном Клеггом як частина черевиків. Пізніше кросівки Nike Air Force 1, розроблені Брюсом Кілгором у 1982 році, наприкінці 1990-х почали містити дубре, а зараз стали стандартною функцією.